# Podhrázský rybník
Přírodní rezervace Podhrázský rybník byla vyhlášena roku 1950 a nachází se severně od obce Tomice II. Důvodem ochrany je významné ptačí hnízdiště. Je největší z rybníků na rybniční kaskádě na Konopišťském potoce.

## Popis lokality
Břehy rybníka jsou rákosinami zarostlé ve dvou zátokách na jižním konci, porosty tvoří hlavně orobinec úzkolistý (Typha angustifolia). Pravidelně zde hnízdí potápka roháč (Podiceps cristatus) a dalších osm druhů zvláště chráněných druhů ptáků, např. potápka černokrká, potápka malá (Tachybaptus ruficollis), čírka obecná (Anas crecca), polák velký (Aythya ferina), moták pochop (Circus aeruginosus) a další. Jako zastávku během jarního a podzimního tahu využívá tuto lokalitu okolo 30 druhů ptáků.
K lokalitě Podhrázského rybníka je přímo přilehlý asi 250 let starý mlýn nazývaný po rodu Zimmermanů (či Podhrázský).